# Earias flavimargo
Earias flavimargo är en fjärilsart som beskrevs av Joannis 1908. Earias flavimargo ingår i släktet Earias och familjen trågspinnare. Inga underarter finns listade i Catalogue of Life.